# David D. Kpormakpor
David Donald Kpormakpor (ur. 28 września 1935, zm. 19 sierpnia 2010 na Staten Island) – liberyjski sędzia, polityk, przewodniczący Tymczasowej Rady Stanu od 7 marca 1994 do 1 września 1995.
David D. Kpormakpor pochodził z hrabstwa Bomi z biednej, niepiśmiennej rodziny z grupy etnicznej Gola. Wykształcił się u misjonarzy. Ukończył studia prawnicze na University of Liberia, odbywał także staże na UCLA i San Francisco State University. Został później wykładowcą na swojej Alma Mater. Samuel Doe wyznaczył go później sędzią Sądu Najwyższego w Liberii.
Po tym, jak w 1990 w Liberii wybuchła pierwsza wojna domowa i w 1994 do dymisji podał się Tymczasowy Rząd Jedności Narodowej pod przywództwem Amosa Sawyera, zaczęto tworzyć Tymczasową Radę Stanu złożoną z działaczy skonfliktowany partii. Na jej czele stanął bezpartyjny Kpormakpor. Zasięg władzy tego prowizorycznego rządu był jednak ograniczony tylko do Monrovii i okolic. We wrześniu 1995 pod wpływem Charlesa Taylora powołano kolejną Radę Stanu pod przywództwem Wiltona G.S. Sankawulo, a David D. Kpormakpor trafił na dwa miesiące do więzienia, a później do strzeżonego obozu wojskowego.
W 1997 wyjechał do Nowego Jorku na Straten Island, gdzie popadł w biedę i chorobę. Zmarł tam 19 sierpnia 2010 wskutek nowotworu ośrodkowego układu nerwowego, z którym walczył od lat. Pozostawił po sobie córkę i dwóch synów.
W 2007 nakręcono o nim film dokumentalny pt. The Professor.